# Food Design
Der Begriff Food Design setzt sich aus dem englischen Wort food (dt.: ‚Lebensmittel‘) und dem Wort design (dt.: ‚Gestaltung‘) zusammen. Er findet sowohl Verwendung im Zusammenhang mit der Entwicklung neuer Lebensmittelprodukte durch die Lebensmittelindustrie, im Zusammenhang mit der Präsentation von Lebensmitteln auf Fotos und populärwissenschaftlich als Begriff für künstlich veränderte Nahrungsmittel.

## Entwicklung neuer Lebensmittelprodukte
Food Design ist in der Lebensmittelindustrie ein Begriff für die Komposition und Entwicklung von Lebensmittel-Rezepturen, aber auch für die optische Gestaltung eines Lebensmittels. Als Trendbegriff wird er im engeren Sinne häufig im Zusammenhang mit der Entwicklung grundsätzlich neuartiger Lebensmittel verwendet. Dabei werden teilweise neuartige Aromen oder aber neue Zusatzstoffe eingesetzt, wie zum Beispiel Elektrolyte als funktionale Bestandteile von Sportlergetränken. Auch die Gastronomie setzt Food Design ein, zumeist unter Verwendung chemischer Hilfsmittel und Verfahren, z. B. in der Molekularküche und bei der Entwicklung von entsprechend modifizierten „Molekular-Cocktails“. In der Regel stehen dabei ungewohnte Geschmacksnoten und Texturen im Vordergrund.
Soweit die dabei entwickelten Lebensmittel von ihrer Art her neu oder kulturell fremd sind, fallen sie unter die Europäische Verordnung für Novel Food. Darin sind vor allem Kennzeichnungspflichten geregelt. Im Extremfall stellen diese Produkte kein Nahrungsmittel im engeren Sinne, sondern ein Nahrungsergänzungsmittel dar. Das sind Aufbaupräparate im Grenzbereich zwischen Nahrungsmittel und Arzneimittel.
Als Functional Food werden Lebensmittel bezeichnet, die um bestimmte Wirkstoffe zur Steigerung der Gesundheit lediglich angereichert werden. Auch diese Produkte können also das Ergebnis eines Food Designs im weiteren Sinne sein.

## Synthetisch hergestellte Lebensmittel
Kritiker der modernen Lebensmitteltechnologie verwenden den Begriff Food Design mit negativer Konnotation nicht nur im Zusammenhang mit Functional Food oder Novel Food, sondern vor allem als Bezeichnung für Nahrungsmittel, die aus verschiedenen Komponenten synthetisch hergestellt und mit Zusatzstoffen angereichert werden. „Seit Mitte der 1980er Jahre nimmt (…) das so genannte ‚Food Design‘ zu. Man versteht darunter ein Verfahren in der industriellen Herstellung von Lebensmitteln, bei dem Nahrungsmittel (Milch, Getreide, Zucker etc.) nicht mehr durch Verarbeitung verfeinert werden. Stattdessen werden Grundsubstanzen aus preiswerten pflanzlichen Rohstoffen (zum Beispiel Soja) isoliert und durch chemische Synthese zu einem Produkt zusammengefügt (…)“.

### Kritik
Kritisiert wird vor allem der weit verbreitete Einsatz künstlicher Aromastoffe, mit deren Hilfe „geschmacksneutralen“ Grundsubstanzen nahezu jeder beliebige Geschmack verliehen werden kann. „Beim Food Design werden die Substanz und der Geschmack von Lebensmitteln als voneinander unabhängige Qualitäten hergestellt. (…) Vielfach fällt der natürliche Geschmack und Geruch eines Lebensmittels dem Vergessen anheim und wird zu etwas Fremdem.“ Das führe dazu, dass die künstlichen Aromen – auch die naturidentischen Aromastoffe werden chemisch hergestellt – den Naturaromen oft sogar vorgezogen würden, da sie intensiver seien. Es ist die Rede von einer Standardisierung des Geschmacks und einer wachsenden Entfremdung der Konsumenten von naturbelassenen Lebensmitteln.

## Lebensmittelfotografie
Als Food Design wird auch die Präsentation, Aufbereitung und Abbildung von Lebensmitteln zum Zweck der Werbung verstanden. Da echte Lebensmittel unter dem Lampenlicht der Fotografen nicht lange genug frisch aussehen oder beispielsweise ein Bierschaum zu schnell zusammenfällt, wird in der werblichen Darstellung von Lebensmitteln mit Hilfsmitteln gearbeitet, um die Lebensmittel und zubereiteten Gerichte wie frisch oder frisch serviert wirken zu lassen. Wegen der sprachlichen Nähe zu dem oben beschriebenen Produktentwicklungsprozess wird zunehmend häufig von Food Styling (ebenfalls englisch für Lebensmittelgestaltung) gesprochen.